# Rittergut Wildshausen

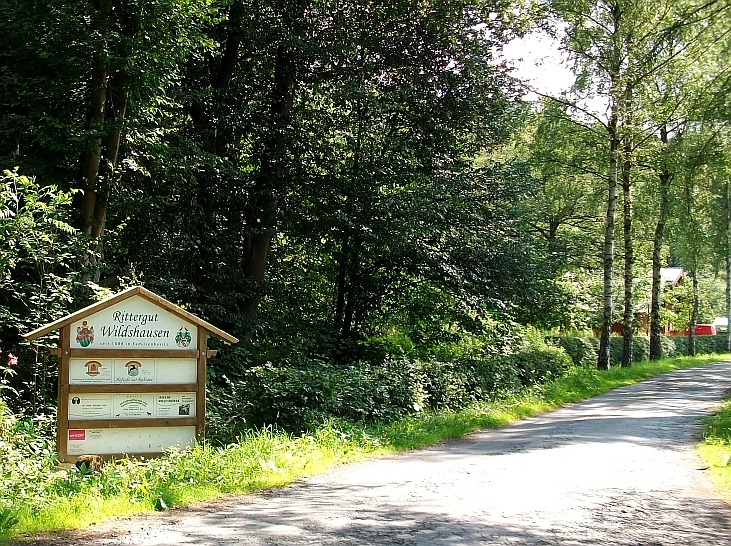
Zufahrt zum Rittergut Wildshausen

Das Rittergut Wildshausen liegt bei Wildshausen im heutigen Stadtteil Oeventrop von Arnsberg.

## Geschichte
Der Ort wurde erstmals  im Jahr 1310 in einer Urkunde erwähnt. Wilhelm I. von Ardey verkaufte in diesem Jahr seine Herrschaft an Graf Ludwig von Arnsberg. Später entstand auf dem Besitz die Wasserburg Wildshausen. Nach dem Tod Annas von Kleve, der Gemahlin Gottfrieds IV. und letzten Gräfin von Arnsberg, fiel der Besitz an den Erzbischof Friederich III. von Köln. Nachfolgend entstand zur Versorgung der Wasserburg das Gut Wildshausen, welches von verschiedenen Lehnsmännern und Adeligen geführt wurde. Unter Johann von Padberg wurde das Gut im Jahr 1501 zum Rittersitz erhoben. Der Unternehmer Josef Cosack erwarb 1888 für 440.000 Reichsmark von Gottlieb von der Becke zu Hemer das Anwesen. Das Rittergut verblieb danach bis zum heutigen Tage im Familienbesitz.
Seit 1998 ist der Park des Rittergutes als Geschützter Landschaftsbestandteil Park am Rittergut mit 1,13 Hektar Flächengröße ausgewiesen.